# Ise Ko
Ise Ko (sinh ngày 17 tháng 7 năm 2002) là một cầu thủ bóng đá người Nhật Bản.

## Sự nghiệp câu lạc bộ
Ise Ko hiện đang chơi cho Gamba Osaka.